# Pomena
Pomena je naselje in manjše pristanišče na zahodni strani otoka Mljeta, ki upravno spada pod občino Mljet; le-ta pa spada pod Dubrovniško-neretvansko županijo.

## Geografija
Naselje leži v Narodnem parku Mljet. Nekoč je bilo tu sidrišče za ribiške barke ribičev iz Goveđarov, sedaj pa je turistično središče otoka s hotelom in kampom. Pristanišče je dolga obzidana obala in je namenjeno tirističnim plovilom in ladjam, ki prevažajo goste v sodoben hotelski kompleks. Na okoli 0,5 km oddaljenem  otočku Pomeštak je urejena plaža za naturiste.

## Prebivalstvo
Po podatkih iz leta 1991 v Pomeni stalno živi 50 prebivalcev.
| Pregled števila prebivalcev po letih | Pregled števila prebivalcev po letih | Pregled števila prebivalcev po letih | Pregled števila prebivalcev po letih | Pregled števila prebivalcev po letih | Pregled števila prebivalcev po letih | Pregled števila prebivalcev po letih | Pregled števila prebivalcev po letih | Pregled števila prebivalcev po letih | Pregled števila prebivalcev po letih | Pregled števila prebivalcev po letih | Pregled števila prebivalcev po letih | Pregled števila prebivalcev po letih | Pregled števila prebivalcev po letih | Pregled števila prebivalcev po letih |
| ------------------------------------ | ------------------------------------ | ------------------------------------ | ------------------------------------ | ------------------------------------ | ------------------------------------ | ------------------------------------ | ------------------------------------ | ------------------------------------ | ------------------------------------ | ------------------------------------ | ------------------------------------ | ------------------------------------ | ------------------------------------ | ------------------------------------ |
| 1857                                 | 1869                                 | 1880                                 | 1890                                 | 1900                                 | 1910                                 | 1921                                 | 1931                                 | 1948                                 | 1953                                 | 1961                                 | 1971                                 | 1981                                 | 1991                                 | 2001                                 |
| 0                                    | 0                                    | 8                                    | 0                                    | 0                                    | 0                                    | 0                                    | 0                                    | 8                                    | 8                                    | 13                                   | 25                                   | 46                                   | 50                                   | 37                                   |